# Carrouge VD
| VD ist das Kürzel für den Kanton Waadt in der Schweiz. Es wird verwendet, um Verwechslungen mit anderen Einträgen des Namens Carrouge zu vermeiden. |

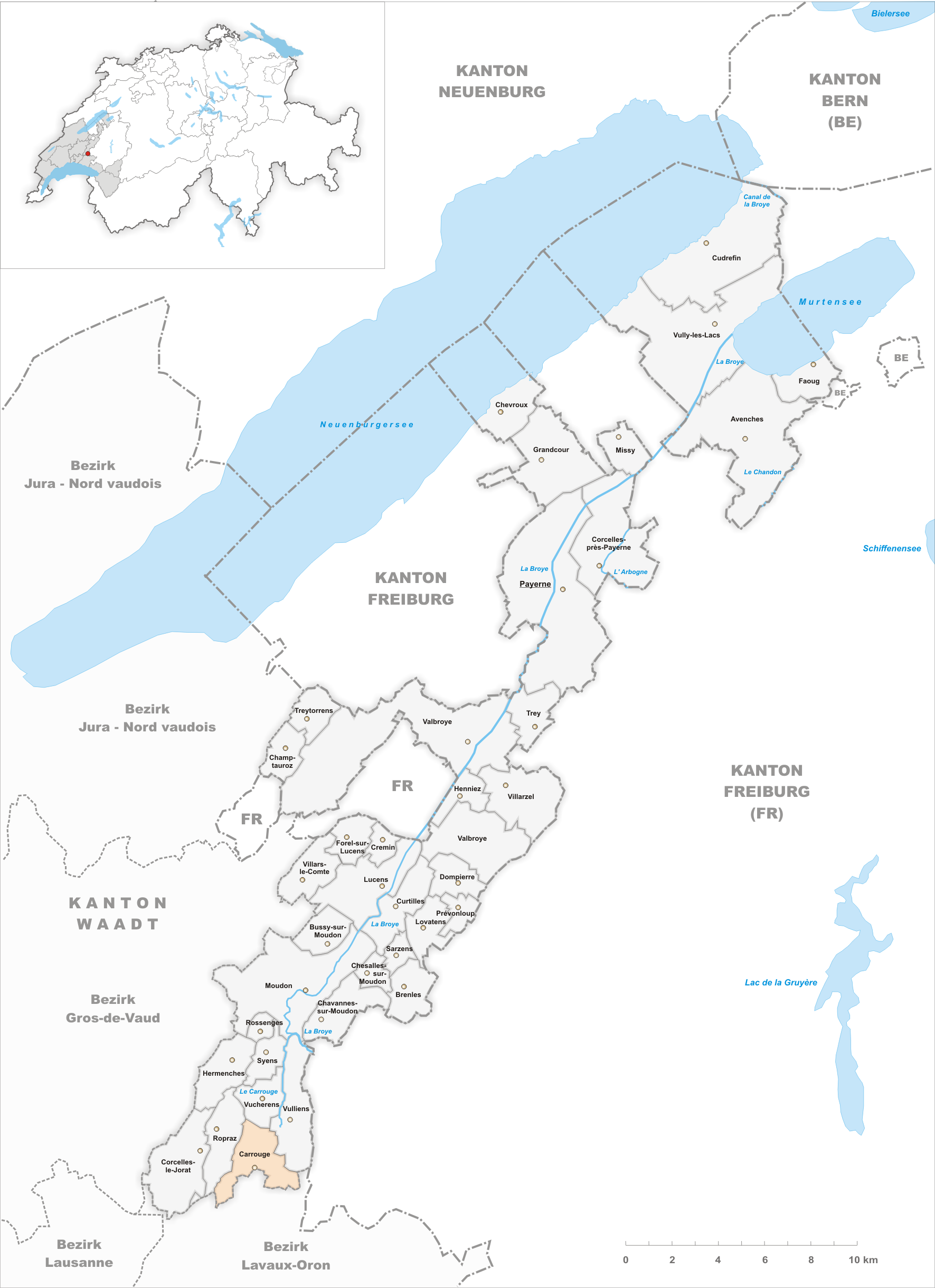
Gemeindestand vor der Fusion am 30. Juni 2016

Carrouge ([kaʀuʒ], im einheimischen frankoprovenzalischen Dialekt [(a) kaˈrɔʣu]) war bis am 30. Juni 2016 eine politische Gemeinde im Distrikt Broye-Vully des Kantons Waadt in der Schweiz. Am 1. Juli 2016 fusionierte Carrouge mit den Gemeinden Ferlens und Mézières zur neuen Gemeinde Jorat-Mézières. Das ehemalige Gemeindegebiet gehört neu zum Bezirk Lavaux-Oron.
Das Kürzel VD wird in der amtlichen Bezeichnung verwendet und dient der Unterscheidung vom  homophonen genferischen Carouge.

## Geographie
Carrouge liegt auf 728 m ü. M., 26 km südwestlich des Bezirkshauptortes Payerne (Luftlinie). Das Dorf erstreckt sich auf einer Kuppe westlich des Tals des Carrouge, östlich des Hochplateaus des Jorat, im Waadtländer Mittelland.
Die Fläche des 5,4 km² grossen Gemeindegebiets umfasst einen Abschnitt des Molassehügellandes zwischen dem Jorat und dem Oberlauf der Broye. Der zentrale Teil des Gebietes wird im Westen von der Bressonne, im Osten vom Carrouge begrenzt. Dazwischen befindet sich der Höhenrücken Champ du Bochet (757 m ü. M.), von dem die Geländekuppe von Carrouge durch ein kleines Tal getrennt ist. Nach Südwesten erstreckt sich der Gemeindeboden in den Wald von La Côte (mit 783 m ü. M. höchster Punkt von Carrouge) auf der Ostabdachung des Jorat. Ein kleiner Gemeindeteil liegt östlich des Baches Carrouge und reicht über das angrenzende Plateau (720 m ü. M.) bis in das Einzugsgebiet des Baches Parimbot. Von der Gemeindefläche entfielen 1997 10 % auf Siedlungen, 20 % auf Wald und Gehölze und 70 % auf Landwirtschaft.
Zu Carrouge gehören die Weiler Le Borgeau (711 m ü. M.) östlich des Baches Carrouge, La Croix-d'Or (722 m ü. M.) und Ecorche-Boeuf (715 m ü. M.) im Tal der Bressonne sowie einige kleinere Hofsiedlungen und mehrere Einzelhöfe. Nachbargemeinden von Carrouge sind Vulliens, Ferlens, Mézières, Montpreveyres, Ropraz und Vucherens.

## Bevölkerung
Mit 1111 Einwohnern (Stand 31. Dezember 2014) gehörte Carrouge zu den kleineren Gemeinden des Kantons Waadt. Von den Bewohnern sind 92,8 % französischsprachig, 3,7 % deutschsprachig und 0,9 % italienischsprachig (Stand 2000). Die Bevölkerungszahl von Carrouge belief sich 1850 auf 524 Einwohner, 1900 auf 410 Einwohner. Danach blieb die Bevölkerungszahl bis 1960 nahezu stabil. Seither wurde eine starke Bevölkerungszunahme verbunden mit einer Verdoppelung der Einwohnerzahl innerhalb von 40 Jahren verzeichnet. Das Siedlungsgebiet von Carrouge ist heute mit demjenigen von Mézières fast lückenlos zusammengewachsen.

## Wirtschaft
Carrouge war bis in die zweite Hälfte des 20. Jahrhunderts ein vorwiegend durch die Landwirtschaft geprägtes Dorf. Noch heute haben der Ackerbau, der Obstbau und die Viehzucht einen wichtigen Stellenwert in der Erwerbsstruktur der Bevölkerung. Mit der Schaffung einer Gewerbezone um 2000 liessen sich in den letzten Jahren neue Unternehmen in Carrouge nieder, welche in den Branchen Informatik, Holzhandel und Schreinerei tätig sind. Weitere Arbeitsplätze sind im lokalen Kleingewerbe und im Dienstleistungssektor vorhanden. Durch die Erstellung von zahlreichen Einfamilienhäusern in den letzten Jahrzehnten hat sich das Dorf zu einer Wohngemeinde entwickelt. Viele Erwerbstätige sind deshalb Wegpendler, die vor allem in Moudon und in Lausanne arbeiten. Carrouge ist Standort des Cinéma du Jorat.

## Verkehr
Die Gemeinde ist verkehrstechnisch gut erschlossen. Sie liegt an der Hauptstrasse von Moudon via Chexbres nach Vevey, besitzt aber auch eine gute Verbindung zur Hauptstrasse 1 (Lausanne-Moudon). Durch die Autobuslinie 62 der Transports publics de la région Lausannoise, die von Lausanne nach Moudon verkehrt, ist Carrouge an das Netz des öffentlichen Verkehrs angebunden.

## Geschichte
Das Gemeindegebiet von Carrouge war bereits zur Römerzeit besiedelt, was durch die Überreste einer römischen Villa und durch Münzfunde bestätigt werden konnte. Die erste urkundliche Erwähnung des Ortes erfolgte 1255 unter dem Namen Carrogium. Im Mittelalter erschienen die Bezeichnungen Carrojoz und Carroge, und im 19. Jahrhundert war auch die Schreibweise Carouge verbreitet. Der Ortsname ist vom lateinischen Wort quadrivium (Wegkreuz) abgeleitet, aus dem die altfranzösische Variante carroge entstand.
Carrouge, das unter der Oberhoheit der Savoyer stand, war vom 13. bis zum 15. Jahrhundert mit der Herrschaft Vulliens vereinigt. Danach bildete es eine eigene Herrschaft, zu der auch Mézières und Les Cullayes gehörten. Die Dorfherren gaben im 16. Jahrhundert das Schloss in Carrouge auf und übersiedelten in das Schloss Carrouge in der Altstadt von Moudon.
Mit der Eroberung der Waadt durch Bern im Jahr 1536 gelangte das Dorf unter die Verwaltung der Landvogtei Moudon. Nach dem Zusammenbruch des Ancien Régime gehörte Carrouge von 1798 bis 1803 während der Helvetik zum Kanton Léman, der anschliessend mit der Inkraftsetzung der Mediationsverfassung im Kanton Waadt aufging. 1798 wurde es dem Bezirk Oron zugeteilt.

## Sehenswürdigkeiten
Die reformierte Kirche von Carrouge, eine einfache Landkirche im Berner Stil, wurde 1709 erbaut und 1795 mit einer Turmuhr versehen. Das klassizistische Schulhaus wurde zu Beginn des 19. Jahrhunderts erbaut.

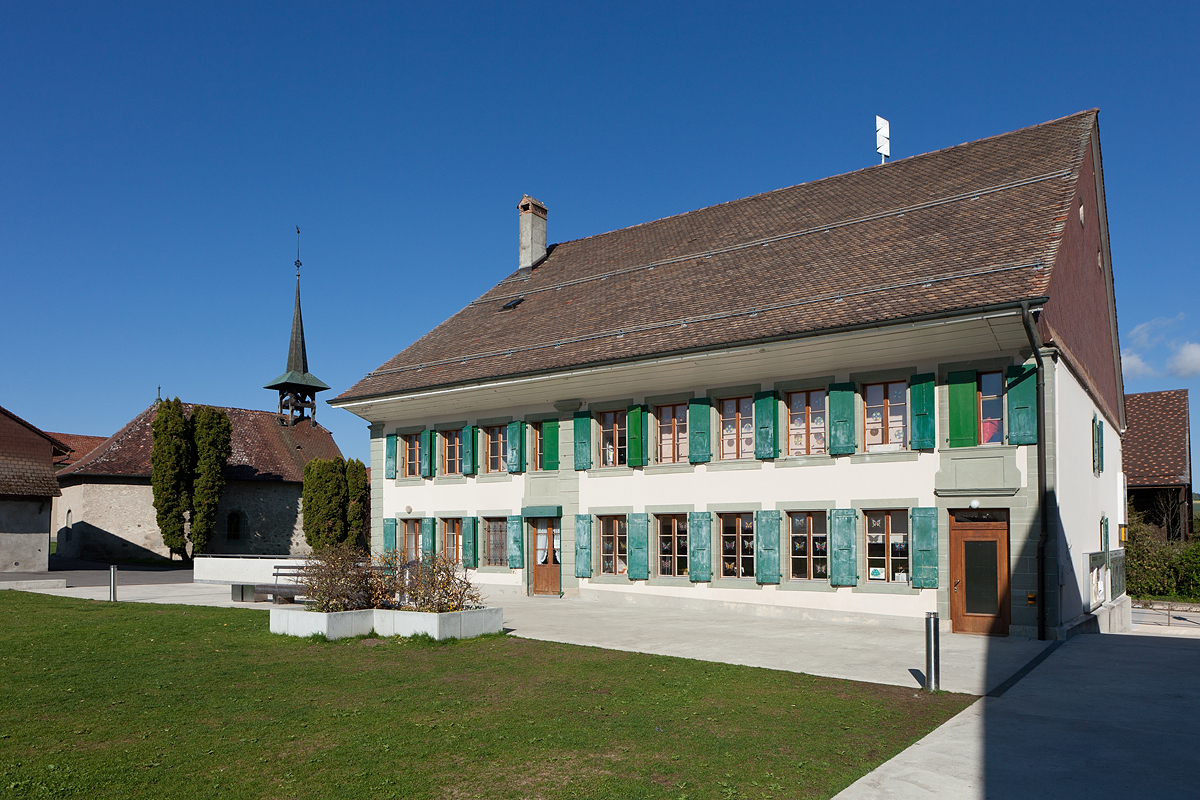
Kapelle und Schulhaus/Gemeindeverwaltung

## Persönlichkeiten
Gustave Roud, Dichter und Übersetzer, lebte von 1908 bis zu seinem Tod 1976 auf einem Bauernhof dieses Dorfes.